# Slobidka
Slobidka (ukrainisch Слобідка; russisch Слободка Slobodka) ist eine Siedlung städtischen Typs im Norden der ukrainischen Oblast Odessa mit etwa 2600 Einwohnern (2004).
Die Siedlung befindet sich in Rajon Podilsk nahe der Grenze zum moldauischen Transnistrien in den südöstlichen Teilen der Podolischen Platte, etwa 186 Kilometer nördlich von Odessa. Sie liegt an der Eisenbahnstrecke von Chmelnyzkyj nach Odessa und der Zweigstrecke nach Moldau etwa 30 Kilometer südöstlich der ehemaligen Rajonshauptstadt Kodyma.
Der Ort entstand nach dem Bau der Eisenbahn von Balta nach Kiew (Bahnstrecke Borschtschi–Charkiw) und von Chmelnyzkyj nach Odessa (Bahnstrecke Krasne–Odessa) in den 1870er Jahren, als dort ein Eisenbahnhaltepunkt eingerichtet wurde. 1883 wurden die ersten Bahnhofs- und Wohngebäude errichtet, 1892 wurde ein großes Bahnhofsgebäude errichtet, um die im Dezember 1893 eröffnete Zweigeisenbahn nach Bălți bedienen zu können. Um die Bahnhofsanlagen herum entwickelte sich so langsam ein Ort, 1901 wurde die erste Schule eröffnet, Slobidka wurde 1938 offiziell gegründet und erhielt den Status einer Siedlung städtischen Typs.
1954 wurden die heutigen Bahnhofsgebäude errichtet, zwischen 1988 und 1990 wurden die Bahnstrecken durch den Ort elektrifiziert.

## Verwaltungsgliederung
Am 12. Juni 2020 wurde die Siedlung zum Zentrum der neugegründeten Siedlungsgemeinde Slobidka (Слобідська селищна громада/Slobidska selyschtschna hromada), zu dieser zählen auch noch die 4 in der untenstehenden Tabelle angeführten Dörfer, bis dahin bildete sie zusammen mit dem Dorf Prawda die gleichnamige Siedlungsratsgemeinde Slobidka (Слобідська селищна рада/Slobidska selyschtschna rada) im Südosten des Rajons Kodyma.
Seit dem 17. Juli 2020 ist sie ein Teil des Rajons Podilsk.
Folgende Orte sind neben dem Hauptort Slobidka Teil der Gemeinde:
| Name                     | Name          | Name                             |
| ukrainisch transkribiert | ukrainisch    | russisch                         |
| ------------------------ | ------------- | -------------------------------- |
| Kyryliwka                | Кирилівка     | Кирилловка (Kirillowka)          |
| Mala Slobidka            | Мала Слобідка | Малая Слободка (Malaja Slobodka) |
| Prawda                   | Правда        | Правда                           |
| Tymkowe                  | Тимкове       | Тымково (Tymkowo)                |